# Laguna de Las Parinas
La laguna de las Parinas es un pequeño cuerpo de agua léntico ubicado en la cordillera de la Región de Atacama muy cerca de su frontera internacional. Pertenece y le da su nombre a una cuenca endorreica.: 44 
Su cuenca tiene un área de 96 km² y su altitud media es de 4663 m s. n. m. Por el norte y el oeste limita con el salar Grande (Andes), por el norte y el este con la quebrada El Llano y por el sur con la cuenca de las lagunas Bravas.
Esta rodeada de cumbres usualmente nevadas cuyo drenaje escurre hacia la cuenca y alimenta la laguna de cerca de 9 hectáreas de superficie. Sus afluentes son la quebrada Tres Puntas y la quebrada Ancha,
que descienden de las laderas del Nevado León Muerto (5,754 m s. n. m.).